# جائزة المصطفى

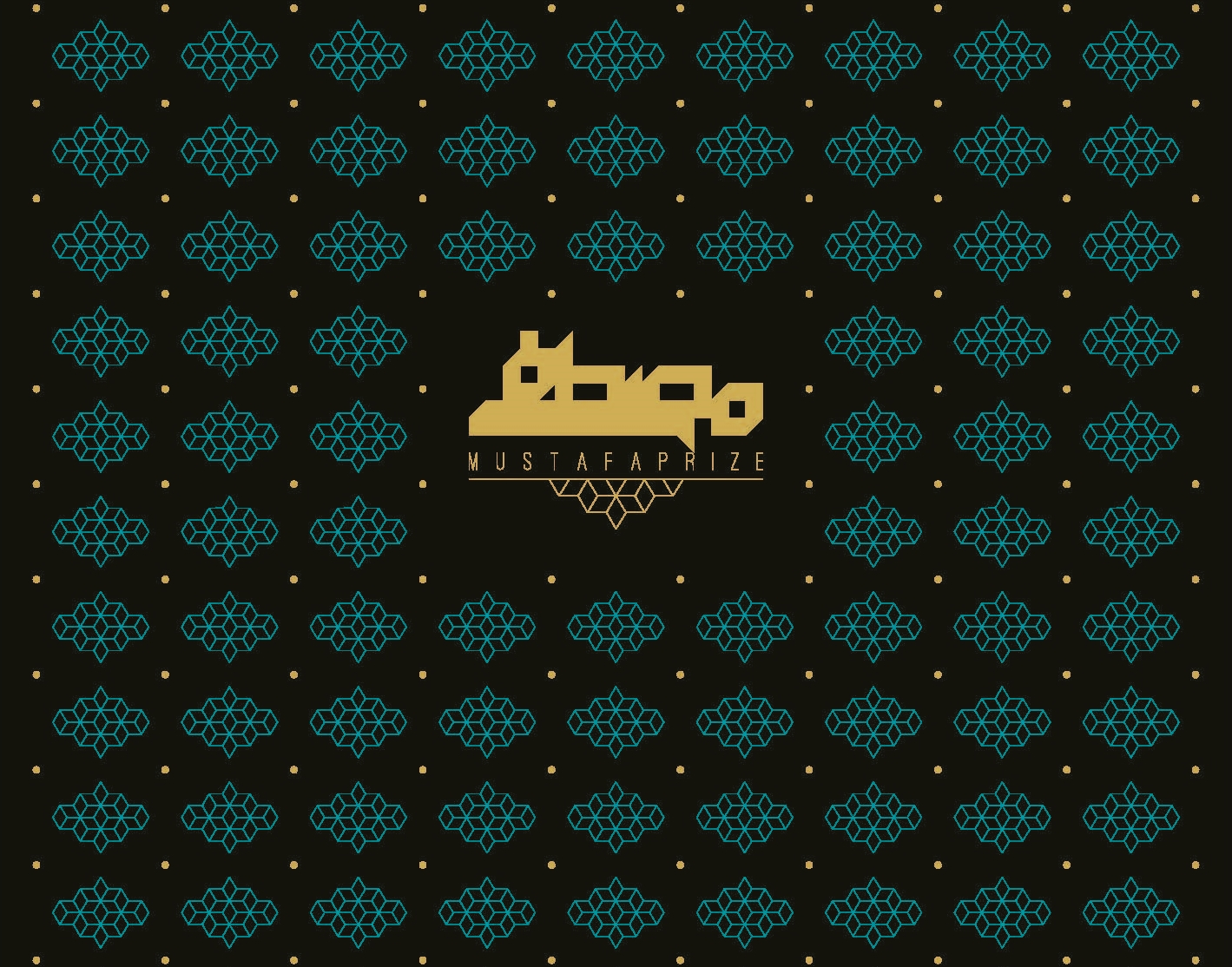
شعار.

جائزة المصطفى (ص) هي الوسام العالي في العلوم والتكنولوجيا في العالم الإسلامي، والتي تمنحها مؤسسة المصطفى(ص) للعلوم والتكنولوجيا كل عامين للعلماء والباحثين البارزين في العالم الإسلامي. وسميت بجائزة المصطفى (ص) تبركاً بأحد أسماء نبي الإسلام الأكرم وتمنح بالتزامن مع عيد المولد النبوي الشريف، لتكون بذلك رمزاً من رموز الكفاءة والتميز والإبداع العلمي في العالم الإسلامي.
لا ترتبط جائزة المصطفى (ص) في تمويلها بأي حكومة أو دولة بل تعتمد على التمويل غير الحكومي عبر طرق واضحة، وتمنح الجائزة التي تبلغ ما يعادل 500 ألف دولار أمريكي للأعمال المبتكرة في أربع مجالات من مجالات العلوم والتكنولوجيا ذات الأثر في تحسين الحياة البشرية..

## الفائزون
| الاسم                                   | الإنجاز الفائز | السنة | مجال الجائزة                                                          |
| --------------------------------------- | --- | ----- | --------------------------------------------------------------------- |
| البروفيسورة السنغافورية جاكي رو يينغ    | تطوير مواد وأنظمة نانو متقدمة، ومواد حيوية ذات بنية نانوية وتصنيع مكونات البوليمر النانوية ذاتية التحفيز.                    | 2015  | العلم وتكنولوجيا النانو الحيوية                                       |
| البروفيسور الأردني عمر ياغي             | اختراع وإنتاج القوالب المعدنية والعضوية، والقوالب العضوية التساهمية.                                                         | 2015  | مجال العلم وتكنولوجيا النانو                                          |
| البروفيسور الإيراني محمد أمين شكر اللهي | شفرات الرابتور | 2017  | العلم وتكنولوجيا المعلومات والاتصالات                                 |
| البروفيسور التركي سامي ارول غلنبه       | شبكات جي |       | العلم وتكنولوجيا المعلومات والاتصالات                                 |
| البروفيسور التركي أوغور شاهين           | التصميم والتقييم السريري للقاحات العلاجية للسرطان المرتكزة على mRNA على أساس التغيرات عند كل مريض                            | 2019  | العلم والتكنولوجيا الحيوية والطبية                                    |
| البروفيسور الإيراني علي خادم حسيني      | الهلاميات المائية (الهيدروجيل) النانوية والبيولوجية للتطبيقات الطبية والحيوية                                                | 2019  | العلم والتكنولوجيا الحيوية والطبية                                    |
| البروفيسور التركي عمران اينان           | فهم تفاعلات موجة وذرة حالة ويسلر في الفضاء القريب من الأرض والاتصال الكهروديناميكي بين تفريغ البرق وغلاف اتمسفر الجوي العلوي | 2019  | من مقيمي الدول الإسلامية في مجال: الفيزياء الأيونية والجوية           |
| البروفيسور الإيراني حسين بهاروند        | علاج باركنسون وAMD العين عن طريق الخلايا الجذعية                                                                             | 2019  | من مقيمي الدول الإسلامية في مجال: بيولوجيا الخلايا الجذعية            |
| البروفيسور الإيراني محمد عبد الاحد      | ترجمة سلوك الخلايا السليمة والسرطانية في المجال الإلكتروني (طرق حديثة لتشخيص السرطان)                                        | 2019  | من مقيمي الدول الإسلامية في مجال: العلم وتكنولوجيا النانو الإلكترونية |

## مجالات منح جائزة المصطفى (ص)
تُمنح جائزة المصطفى(ص) في المجالات الأربعة التالية:

### العلم والتكنولوجيا الحيوية والطبية
لقد تغيرت معرفتنا وفهمنا للهياكل الأساسية للحياة على الأرض بشكل كبير على مدار نصف القرن الماضي، وحَسّنتْ العديد من التخصصات مثل علم الوراثة والبيولوجيا الجزيئية وعلم الأعصاب وما شابه ذلك، وعمّقت من فهمنا لكيفية عمل النظم الحية، ولم تبق هذه العلوم أسيرة المعرفة النظرية والمحدودة لعالم العلوم بل كان لها تأثير عميق على صحة الإنسان ورفاهيته من خلال تقديم نتائج وتطبيقات ملموسة.
تمنح جائزة المصطفى(ص) للعمل الأبرز في مجال العلم والتكنولوجيا الحيوية والطبية التي لها تأثير دائم وطويل الأمد على فهم الحياة أو تحسين نوعية الحياة البشرية.

### العلم وتكنولوجيا الاتصالات والمعلومات
لقد كان لتقدم علوم الاتصالات والمعلومات في العقود الأخيرة تأثير كبير على حياتنا بحيث لم يعد من السهل تخيل الحياة بدونها. نتواصل اليوم مع العالم أجمع من كل مكان لاكتشاف ما نحتاج إليه وتقديم ما حققناه. في ضوء هذه العلوم، نعيش الآن في بيئة أكثر إدراكاً وذكاء من أي وقت مضى والتي تمكننا من التفاعل مع الأدوات والأشياء من حولنا.
يرجع الفضل في هذا التطور الكبير في عالم لا محدود إلى جهود وابتكارات العلماء الذين لم يألوا جهداً لتطوير هذه التقنيات. تهدف مؤسسة المصطفى(ص) إلى تشجيع وتطوير الأنشطة العلمية في مجال علوم وتكنولوجيا الاتصالات والمعلومات عبر منح الجائزة للأثر والإنجاز الذي يلعب دوراً هاماً في النهوض بهذا العلم في العالم.

### العلم وتكنولوجيا النانو
في العقود الأخيرة تجاوز الباحثون مع ظهور علم النانو حدود الخصائص التقليدية في المواد حيث قاموا بإعطائها خصائصاً وأبعاداً جديدة، وتعود هذه الإمكانية إلى التعامل مع المادة على مستويات بالغة الدقة والصغر من جزيئيات وذرات وخلايا حية، حيث يفتح هذا التطور الملحوظ آفاقاً جديدة للبحوث النظرية والتطبيقية وتطوير النهج متعددة التخصصات والتي يمكن أن تؤدي إلى تنمية فروع مختلفة من العلوم في أنحاء مختلفة من العالم.
تهدف مؤسسة المصطفى(ص) إلى تطوير علم وتكنولوجيا النانو وإطلاق العنان لإمكانيات هذه المعرفة الشابة عبر منح الجائزة للإنجازات العلمية المبتكرة والرائدة في هذا المجال والتي تزيد من معرفتنا بالعالم المجهري ويعود بالنفع على المجتمع البشري.

### جميع مجالات العلوم والتكنولوجيا
يساهم العديد من العلماء المسلمين حول العالم من خلال ابتكاراتهم واكتشافاتهم في تقدم العلوم والتكنولوجيا ويساهمون في تحسين مستوى ونوعية حياة الإنسان. إن التعرف على هؤلاء العلماء والتفاعل معهم بشكل فعال سيؤدي إلى تطوير العلاقات العلمية بين العلماء المسلمين ومع المراكز العلمية المرموقة في جميع أنحاء العالم ومواصلة تطوير المعرفة في العالم. إن التعريف بهؤلاء العلماء وتقدير دورهم في تطوير العلوم والتكنولوجيا سيعتبر قدوة للباحثين الآخرين في جميع أنحاء العالم.
تحقيقًا لهذه الغاية، تُمنح جائزة المصطفى(ص) إلى أفضل إنجازين في مجالات العلوم الأساسية والطبية والبيطرية والزراعية والهندسية والعلوم المعرفية والإنسانية في مجال الاقتصاد والبنوك الإسلامية للعلماء والباحثين المسلمين في جميع أنحاء العالم، والتي لها أثر هام وبارز على الحياة البشرية أو في توسيع حدود معرفتنا للعالم من حولنا.

## مدالية جائزة المصطفى(ص):
تمنح ميدالية جائزة المصطفى(ص) التي تبلغ أبعادها 9 في 11 سنتيمتر وبسماكة 8 ميليمتر ويصل وزنها إلى 700 غرام من الفضة الاسترلينية (عيار 925) بغطاء ذهبي 24 قيراطاً وتحتوي على حجر من العقيق اليمني الأحمر 20 قيراطاً في وسطها.
بالإضافة إلى تمتع تصميم هذه الميدالية بلمسات فنية وجمالية بارزة فهي أيضاً مستوحاة من الملامح والعمارة الإسلامية، وكما هي العادة في الميداليات العالمية فقد تم ادراج اسم الجائزة وسنة بدء فعاليات الجائزة على أحد أطرافها في حين تم إدراج مجال منح الجائزة وسنة منحها على الطرف الآخر.

## منظمو الجائزة
تشرف مؤسسة المصطفى(ص) للعلوم والتكنولوجيا على تنظيم مراسم منح الجائزة ومراحلها المختلفة من مرحلة استلام الأعمال العلمية المبتكرة مروراً بتقييمها على عدة مراحل وانتهاء بالإعلان عن الفائزين وإقامة مراسم منح الجائزة كل عامين، وتكريم العلماء الفائزين بها.

## تمويل الجائزة
يتم تمويل الجائزة عن طريق النذر العلمي والوقف العلمي وهبات المهتمين بالتطور العلمي للمجتمعات الإسلامية عبر عدة آليات:

### مجتمع خادم المصطفى (ص)
مجتمع خادم‌ المصطفى (ص) نموذج جديد للتمويل الجماعي الإسلامي حيث انضم إلى ركب خدام المصطفى (ص) حتى الآن عدد كبير من النخب في مجالات العلوم والتكنولوجيا والفن والثقافة إضافة إلى العلماء والمهتمين بتطوير العلم والتكنولوجيا، فضلاً عن المتبرعين الخيرين من الجامعات والشركات المعرفية والمنظمات والمؤسسات المختلفة ليحققوا مقولة «كل مسلم لديه مساهمة واحدة على الأقل في تطوير العلم والتكنولوجيا في العالم الإسلامي».
يقوم أعضاء مجتمع خادم المصطفى (ص) بدعم فعاليات مؤسسة المصطفى (ص) من خلال مفهومين هما «النذر العلمي» و «الوقف العلمي» ويعملون على توسيع شبكة الداعمين لعلماء العالم الإسلامي لتطوير أنشطتهم العلمية.

### صندوق الوقف
يضم أشخاصاً حقيقيين واعتباريين قاموا بوقف جزء من أرباحهم لجائزة المصطفى(ص)

#### الوقف العائد من الممتلكات والأموال
يمكن للواهبين والخيرين والمؤسسات المهتمة بتطوير العلوم والتكنولوجيا في العالم الإسلامي المساهمة في منح جائزة المصطفى(ص) من خلال وقف بعض ممتلكاتهم وأموالهم. ويعتبر البنك الإسلامي للتنمية بصفته منظمة اقتصادية كبرى من المشاركين في بناء مجمع تجاري في طهران وهو من أضخم المجمعات التجارية في الشرق الأوسط، وسيعود ريع هذا المشروع لصالح جائزة المصطفى(ص).

#### إصدار سندات الوقف
تتاح الأوراق المالية الوقفية للتداول في البورصة للمهتمين حيث يتم تخصيص عائداتها لتأمين نفقات منح الجائزة. تجدر الإشارة إلى أن جميع إيرادات الوقف في كل من الطرق المذكورة أعلاه تستخدم لغرض الجائزة ومراسم منحها.

## طريقة وشروط الترشح
بدايةً يُعتمد الترشيح لجائزة المصطفى(ص) بناء على تقديم عمل أو إنجاز نظري أو تطبيقي بارز، ويأخذ الحكام في المرحلة التالية بعين الاعتبار إجمالي الأنشطة الفردية أو التأثير الكلي على مجال العلوم والتكنولوجيا. يقدم المرشحون أعمالهم إلى مؤسسة المصطفى(ص) للعلوم والتكنولوجيا من خلال إحدى المؤسسات العلمية المرموقة.

### المرشحون
لا يمكن للعالم التسجيل أو الترشح من تلقاء نفسه، بل يتم تقديم الأعمال العلمية إلى مؤسسة المصطفى(ص) من قبل مؤسسات علمية مرشحة أو علماء وشخصيات علمية بارزة في العالم. يجب ملء استمارة التسجيل والترشيح بشكل منفصل لكل عمل من الأعمال وإرساله إلى المؤسسة.
هناك حالياً 204 من معاهد الأبحاث والجامعات والمجمعات التكنولوجية والمراكز العلمية التقنية الأخرى في 54 دولة من الدول الأعضاء في منظمة التعاون الإسلامي مدرجة ضمن قائمة المؤسسة العلمية المرشحة.

### شروط الترشح
يمكن ترشيح علماء مسلمين من جميع أنحاء العالم لجائزة «جميع مجالات العلم والتكنولوجيا». يمكن ترشيح العلماء المسلمين وغير المسلمين الذين يحملون جنسية أي دولة من الدول الأعضاء في منظمة التعاون الإسلامي للمجالات الثلاثة الأخرى من الجائزة.

## معايير الاختيار وتقييم الأعمال

### الميزات البارزة للإنجاز
الابداع الواضح في المنهج العلمي، والدور القيادي للإنجاز، فضلاً عن ديمومته هي من أهم الميزات التي تشد انتباه لجنة التحكيم. كما يتوجب أن تكون للإنجاز استعمالات واضحة أو نتائج ذات تأثير ملموس في عالم العلم. ويتوجب على المشاركين تقديم أدلة كافية ووثائق واضحة لإثبات هذه الميزات.
نطاق التأثير: ينبغي أن يساعد الإنجاز العلمي الخاضع للتحكيم على توسيع حدود المعرفة في العالم، وأن يكون له تأثير علمي كبير على المستوى العالمي أو الإقليمي. كما ويجب أن تنشر الأعمال إما على شكل نظرية علمية في وسائل الإعلام المعتبرة أو إمكانية تحويلها إلى برامج اقتصادية ومالية. كما يجب أن يكون للإنجازات العلمية المرسلة تأثير كبير على الثقافة والمجتمع والصحة والبيئة والرفاهية العامة، وتؤدي دوراً في الإجابة على الاحتياجات العلمية أو حل المشاكل الاجتماعية.

### صفات صاحب الإنجاز
يجب على صاحب أو أصحاب الإنجاز العلمي المرشح للحصول على جائزة المصطفى(ص) أن يتمتع بسمعة طيبة وسيرة علمية منيرة في مجال تخصصه. وسيتم قياس هذه السيرة من خلال المؤلفات والمقالات المنشورة في المجلات العلمية المعتبرة أو الابتكارات وبراءات الاختراع المسجلة أو الدور الذي يؤديه في تطوير التكنولوجيات الجديدة. كما أن شمولية وعقلية الابداع العلمي من إحدى صفات المرشحين للحصول على جائزة المصطفى(ص).

### إجراءات التحكيم
يتم تقييم الأعمال المقدمة إلى مؤسسة المصطفى(ص) وخضوعها للتحكيم على مرحلتين.
في المرحلة الأولى، تقوم لجان التحكيم الأولية بدراسة ثبوتيات ومؤهلات الانجازات من حيث الخصائص العامة وإرسال الأعمال المؤهلة إلى المرحلة التالية من التحكيم. وفقاً للمعايير، لن تنتقل الأعمال التي فازت سابقاً بجائزة علمية مرموقة واحدة على الأقل على المستوى العالمي إلى المرحلة التالية. كما سيتم في هذه المرحلة أيضاً رفض الطلبات المقدمة شخصياً وخارج المسار الصحيح للترشيح من قبل المؤسسات المرشحة.
في المرحلة النهائية، وفي كل من مجالات الجائزة تقوم مجموعة تحكيم مكونة من سبعة أعضاء من الباحثين والعلماء البارزين دولياً بتحكيم الإنجازات النهائية، واختيار الإنجاز الفائز.

## دورات منح جائزة المصطفى(ص)
أقيمت لحد الآن ثلاث دورات من مراسم منح جائزة المصطفى (ص) منذ بدء فعالياتها في عام 2012 بالتزامن مع عيد المولد النبوي الشريف، حيث أقيمت الدورة الأولى في عام 2015 والدورة الثانية في عام 2017 وأقيمت الدورة الثالثة أيضاً في عام 2019 في شهر نوفمبر تشرين الثاني.

## روابط خارجية
- الموقع الرسمي

‌